# Ízig-vérig
Az Ízig-vérig 2019-es magyar fejlesztésű vígjátéksorozat, amit Herendi Gábor és Szilágyi Fanni rendezett. A főbb szerepekben Simon Kornél, Gryllus Dorka, Száraz Dénes, Badár Sándor és Pokorny Lia látható.
A sorozatot a Viasat 3 mutatta be 2019. március 25-én.

## Ismertető
András és Éva válása után mindketten ugyanabban a  faluban nyitnak éttermet.

## Szereplők

### Főszereplők
| Szerep          | Színész       |
| --------------- | ------------- |
| Sárosdi András  | Simon Kornél  |
| Kiss-Kovács Éva | Gryllus Dorka |
| Asztalos Sándor | Száraz Dénes  |
| Tunya           | Badár Sándor  |
| Kamilla         | Pokorny Lia   |

### Mellékszereplők
| Szerep       | Színész          |
| ------------ | ---------------- |
| Sárosdi Sári | Schmidt Sára     |
| Peti         | Klem Viktor      |
| Marcell      | Bercsényi Péter  |
| Vivien       | Kálóczi Orsolya  |
| Marcsi       | Mészáros Piroska |
| Frenki       | Lestyán Attila   |
| Patrícia     | Sztarenki Dóra   |

### Epizódszereplők
- Albert Péter – Vendég
- Bata János – Ügyvéd
- Barna Zsombor – srác a parton
- Borsányi Dániel – Vízirendőr 2
- Czapár Andrea – Árus asszonya
- Cserna Antal – Kútfúró
- Cservenák Vilmos – Vendég
- Csiky Csongor – Bringás
- Csillag Botond – Robi hentes
- Csík Csaba – szállító
- Csuja Fanni – Liza
- Egri Márta – Zita
- Elek Ányos – Kövesi hentes
- Faragó András – prímás
- Fehérváry Márton – hentes
- Góz Tamás – főnök hentes
- Győri Zoltán – Nagydarab
- Hankó Márk – Őrmester
- Harna Péter – Csapó úr
- Horányi László – Imre bácsi
- Horváth Zsolt – hentes
- Ivák Bence – Kútfúró fia
- Jéger Szabolcs – Cimbora
- Juhász Lujza – Ügyintéző
- Juhász István – Galántai Főtörzs
- Kardos Róbert – Nagy Pista
- Kapácsy Miklós – hentes
- Kecskés Karina – Bírónő
- Kiss Árpád – Árus a piacon
- Kosynus Tamás – Családfő
- Kovács Krisztián – Potter
- László Lili – Jógás lány 1
- Magyar Attila – Szűcs úr
- Miller Dávid – Giovanni
- Mohácsi Norbert – hentes
- Moser Károly – Vízirendőr 1
- Nagy Katica – Jógás lány 2
- Piti Emőke – Jutka menyasszony
- Rácz János – Jocó
- Sáfár-Kovács Zsolt – vendég
- Sághy Tímea – táncosnő
- Solymosi Ákos – Imre bácsi segédje
- Söptei Andrea – Morvainé Tünde
- Sörös Miklós – Sajtos Tibi
- Szemán Béla – Pesti vendég
- Szokol Péter – Gusztáv séf
- Szorcsik H. Viktória – Klárika
- Tzafetás Roland – Csaszi juhász
- Urmai Gábor – Tóni csapos
- Valiszka László – Testes férfi

## Epizódok
A sorozatot 2019. március 25-én mutatta be a Viasat 3.
| Sor. | Év. | Cím      | Rendező        | Premier           |
| ---- | --- | -------- | -------------- | ----------------- |
| 1.   | 1.  | 1. rész  | Herendi Gábor  | 2019. március 25. |
| 2.   | 2.  | 2. rész  | Herendi Gábor  | 2019. április 1.  |
| 3.   | 3.  | 3. rész  | Herendi Gábor  | 2019. április 8.  |
| 4.   | 4.  | 4. rész  | Herendi Gábor  | 2019. április 15. |
| 5.   | 5.  | 5. rész  | Herendi Gábor  | 2019. április 29. |
| 6.   | 6.  | 6. rész  | Szilágyi Fanni | 2019. május 6.    |
| 7.   | 7.  | 7. rész  | Szilágyi Fanni | 2019. május 13.   |
| 8.   | 8.  | 8. rész  | Szilágyi Fanni | 2019. május 20.   |
| 9.   | 9.  | 9. rész  | Szilágyi Fanni | 2019. május 27.   |
| 10.  | 10. | 10. rész | Szilágyi Fanni | 2019. június 3.   |